# Колосов, Алексей Андреевич

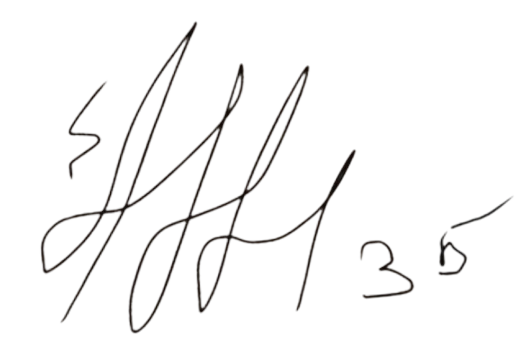
Автограф

Алексе́й Андре́евич Ко́лосов (бел. Аляксей Андрэевіч Коласаў; род. 4 января 2002, Минск) — белорусский хоккейный вратарь клуба НХЛ «Филадельфия Флайерз», выступающий за их фарм-клуб «Лихай Вэлли Фантомс» в АХЛ. Игрок сборной Беларуси.
Колосов является воспитанником СДЮШОР БФСО «Динамо». Впервые на профессиональном уровне он начал выступать в сезоне 2017/2018 за родную хоккейную школу в высшей лиге чемпионата Беларуси. Уже в следующем году хоккеист выступил на юниорском чемпионате мира 2018 года в составе юниорской сборной Беларуси. За свою карьеру Колосов также сумел поиграть за молодёжную и основную сборные страны. В КХЛ хоккеист провел 4 сезона, а также периодически выступал в экстралиге за фарм-клуб минского «Динамо».
Осенью 2024 года дебютировал в НХЛ, в составе Филадельфии

## Биография
Родился 4 января 2002 года в Минске. Детство провёл в столичном микрорайоне Грушевка (Московский район). Колосов, по его словам, познакомился с хоккеем по телевизору. В детстве он стоял в дверном проёме, а папа бросал ему мячик. В хоккейную школу попал после того, как бабушка увидела объявление о наборе в детскую хоккейную школу. На первых же тренировках сразу встал в ворота. Воспитывался в СДЮШОР БФСО «Динамо». Учился в Белорусском государственном университете физической культуры на хоккейного тренера.

## Спортивная карьера

### Ранние годы
Выступал на чемпионате мира 2018 года в составе юниорской сборной Беларуси. На том чемпионате мира хоккеист сыграл в четырёх матчах и закончил турнир с коэффициентом надёжности 5.3 (89.8 процент отраженных бросков). Сезон 2019/20 Колосов отыграл в Экстралиге-Б. В 2020 и 2022 годах выступал за молодёжную сборную Беларуси, которая в те годы играла в первом дивизионе чемпионата мира. В 2022 году был признан лучшим вратарём соревнования.
В сезоне сезоне 2020/21 играл за минское «Динамо». Первым матчем в новом составе стал матч с ярославским «Локомотивом». Тогда Колосов попал лишь в заявку. Впервые на лёд он вышел в матче против московского «Динамо». А в своей третьей игре, против рижского «Динамо», он не пропустил ни одной шайбы.
Летом 2020 года был выбран командой «Эри Оттерз» на импорт-драфте CHL в первом раунде под 22-м номером. Стал первым белорусским вратарём, который попал на импорт-драфт CHL.
24 мая 2021 года 19-летний Колосов дебютировал на взрослом чемпионате мира. На турнире в Латвии хоккеист провёл 4 матча. Вместе с белорусской сборной два раза (2021 и 2022) выступал на Кубке Первого канала.
В 2021 году на драфте НХЛ был выбран командой «Филадельфия Флайерз» в 3-м раунде под общим 78-м номером. Таким образом стал первым белорусским вратарём, которого выбрали на драфте НХЛ. В одном из интервью Колосов сказал, что ему было всё равно, какой клуб НХЛ выберет его. Спустя 2 года подписал трёхлетний контракт новичка. Эксперты из Центрального скаутского агентства НХЛ отмечали, что Колосов «провёл захватывающий сезон, полный быстрых игровых моментов и спасений в последнюю секунду, что продемонстрировало его сильные навыки на коньках».

### Основной вратарь минского «Динамо»
В сезоне 2022/2023 из всех вратарем минского «Динамо» получил больше всего игровой практики. В том сезоне в 42 матчах регулярного чемпионата заработал коэффициент надёжности 2.55, а в плей-офф за три матча отразил 88 процентов бросков соперника.
Сезон 2023/24 провёл в минском «Динамо» на правах аренды. В течение регулярного сезона он принял участие в 47 матчах, выиграл 22 из них, имеет средний показатель надёжности вратаря 2.39, с процентом отражения бросков 90.7 и отыграл 4 «сухих» матча. В серии плей-офф он сыграл в 6 матчах, победил в двух, с коэффициентом надёжности 2.21 и процентом отражения бросков 92.5. По ходу сезона не раз попадал в различные топы молодых игроков лиги, а также признавался лучшим вратарём недель. По окончании сезона стало известно, что «Филадельфия Флайерз» ожидает прибытия Алексея Колосова. За время игры в минском «Динамо» не раз признавался лучшим вратарём клуба по версии болельщиков, а в сезоне 2023/24 был признан MVP команды. Суммарно Колосов провёл в КХЛ 132 матча (90.9 % ОБ, 2,59 КН) и стал самым побеждающим вратарем минского «Динамо».

### Карьера в структуре клуба «Филадельфия Флайерз»
2 апреля 2024 года стало известно, что Колосов отправится в АХЛ и будет там выступать за фарм-клуб «Лихай Вэлли Фантомс». 14 апреля голкипер дебютировал в лиге в матче против «Бриджпорт Айлендерс». В том матче его команда одержала победу, а Колосов отстоял в воротах весь матч и отразил 24 броска из 28. Однако в США хоккеист провел, помимо дебютного матча, ещё одну встречу, в которой его команда проиграла: Колосову не дали шанс сыграть за клуб в плей-офф Кубка Колдера, после чего он вернулся в Беларусь (вратарь находился в Америке по туристической визе). Сообщалось, что у Колосова есть проблемы с адаптацией за океаном. Бывший сокомандник хоккеиста Владислав Кодола также говорил, что у Колосова есть сомнения по поводу его нахождения в американском клубе. Автор издания The Hockey Writers отмечал атлетизм вратаря. В своей публикации он написал, что «он потрясающий атлет, который дает больше, чем говорят цифры. С таким набором навыков у него огромные перспективы. Если молодой вратарь действительно достигнет своего потолка, он может стать элитным игроком для «Флайерз». Ему придется провести сезон или два в АХЛ, прежде чем он будет готов к НХЛ, но ожидание должно стоить того».

## Достижения
| Награда                                                               | Год(-а)     | Примечания  |
| --------------------------------------------------------------------- | ----------- | ----------- |
| Международный уровень                                                 |             |             |
| Лучший вратарь МЧМ-2022 (первый дивизион)                             | 2021        | [ 8 ] [ 9 ] |
| Обладатель Кубка Первого канала (был признан лучшим вратарем турнира) | 2022        | [ 32 ]      |
| КХЛ                                                                   |             |             |
| Участник матча звезд КХЛ                                              | 2022 и 2023 |             |

## Статистика

### Клубная карьера
Источники:

### Международные соревнования
Источник: